# Richard Lawson
Richard Lawson (Loma Linda, 7 marzo 1947) è un attore statunitense.

## Biografia
Ha recitato in diversi film sia in televisione che sul grande schermo.
È forse più noto per i ruoli di Ryan nel film fantascientifico  Poltergeist - Demoniache presenze (1982) e del dottor Benjamin Taylor nella miniserie televisiva V - Visitors (1983).
Lawson è il padre dell'attrice Bianca Lawson, nata nel 1979 dal suo primo matrimonio con la collega Denise Gordy. Nel marzo del 1992 l'attore era tra i passeggeri del volo USAir 405 che si schiantò poco dopo essere decollato dall'Aeroporto Fiorello LaGuardia. Nel disastro morirono 27 persone. Secondo il The New York Times è un membro occasionale di Scientology.
Il 12 aprile 2015 l'attore ha sposato Tina Knowles, stilista e madre delle cantanti Beyoncé e Solange Knowles.

## Filmografia parziale

### Film
- Poltergeist - Demoniache presenze  (Poltergeist), regia di Tobe Hooper (1982)
- Strade di fuoco (Streets of Fire), regia di Walter Hill (1984)
- Benvenuta in Paradiso (How Stella Got Her Groove) (1998)
- Indovina chi (Guess Who), regia di Kevin Rodney Sullivan (2005)
- The Last Stand, regia di Russ Parr (2006)
- I'm Through with White Girls, regia di Jennifer Sharp (2007)
- Love for Sale, regia di Russ Parr (2008)
- For Colored Girls, regia di Tyler Perry (2010)
- Massacre, regia di Greg Lamberson (2010)
- From Zero to I Love You, regia di Doug Spearman (2019)
- Always a Bridesmaid, regia di Trey Haley (2019)
- North Hollywood, regia di Mikey Alfred (2021)
- Not Alone, regia di Cezil Reed, Lydelle Jackson (2021)
- A Holiday Chance, regia di Jamal Hill (2021)
- Divorzio in nero (Tyler Perry's Divorce in the Black), regia di Tyler Perry (2024)

### Cortometraggi
- The Business of Show, regia di Elana Blank (2009)
- Old Dog, regia di Ann Marie Fleming (2020)
- The Corner Store, regia di Winter Coleman (2021)

### Televisione
- Royal Family Thanksgiving, film TV (2015)
- Royal Family Christmas, film TV (2015)
- Searching for Neverland, film TV (2017)

## Doppiatori italiani
Nelle versioni in italiano delle opere in cui ha recitato, Richard Lawson è stato doppiato da:
- Michele Gammino in Poltergeist - Demoniache presenze
- Teo Bellia in Benvenuta in paradiso
- Roberto Draghetti in Grey's Anatomy (ep. 13x18)
- Roberto Pedicini in Grey's Anatomy (ep. 17x16-17)
- Stefano Benassi in Divorzio in nero